# Eunica pomona
Eunica pomona är en fjärilsart som beskrevs av Felder 1867. Eunica pomona ingår i släktet Eunica och familjen praktfjärilar. Inga underarter finns listade i Catalogue of Life.